# Guzgol
Guzgol (perz. گوزگل) je slano jezero u Ardabilskoj pokrajini na sjeverozapadu Irana, oko 10 km jugoistočno od Sareina odnosno 25 km jugozapadno od Ardabila. Smješteno je na sjeveroistočnim obroncima brda na nadmorskoj visini od 1611 m i njegova podloga magmatskog je podrijetla. Guzgol ima površinu do 3,6 ha, dubinu do 3,0 m i zapremninu do 54.000 m³. Ovalnog je oblika, djelomično izdužen prema jugozapadnoj strani gdje je litoralni pojas najblažeg nagiba, te se proteže duljinom od 240 m u smjeru sjeveroistok−jugozapad odnosno širinom od 230 m. Jezero ima visok stupanj saliniteta i uz njegove obale nalaze se naslage soli. Vodom se opskrbljuje prvenstveno pomoću padalina i potočića koji nastaju proljetnim otapanjem snijega, a hidrogeološki je povezan sa susjednim jezerom Šur-Golom koji se nalazi 1,4 km sjeveroistočno na 36 m nižoj visini, odnosno rijekom Baleklu-Čaj (2,5 km zapadno) koja pripada kaspijskom slijevu. Na ovoj rijeci početkom 2010-ih godina u neposrednoj blizini jezera nasuta je Jamčijska brana. Najbliže naselje koje gravitira jezeru je Jamči-je Pain, selo udaljeno 1,1 km prema jugoistoku.

## Poveznice
- Zemljopis Irana
- Popis iranskih jezera